# Seznam avtorjev znanstvenofantastičnih književnih del
Seznam najpomembnejših avtorjev znanstvenofantastičnih književnih del.

## A
- Edwin Abbott Abbott (Anglija, 1838 – 1926)
- Kobo Abe (pravo ime Kimifusa Abe) (Japonska, 1924 – 1993)
- Robert Abernathy (ZDA, 1924 – 1990)
- Forrest James Ackerman (ZDA, 1916 –  2008)
- Douglas Adams (Anglija, ZDA, 1952 – 2001)
- Franklin Robert Adams (ZDA, 1933 – 1990)
- Mihail Ahmanov (pravo ime Mihail Sergejevič Nahmanson) (Rusija, 1945 –)
- Humajud Ahmed (Bangladeš, 1948 –)
- Brian Aldiss (Anglija, 1925 – 2017)
- Genrih Saulovič Altšuller (psevdonim Genrih Altov) (Uzbekistan, Azerbajdžan, Rusija, 1926 – 1998)
- Kevin J. Anderson (ZDA, 1962 –)
- Poul Anderson (ZDA, 1926 – 2001)
- Kelly Armstrong (Kanada, 1968 –)
- Isaac Asimov (Rusija, ZDA, 1920 – 1992)
- Janet Asimov (dekliško ime Janet Opal Jeppson) (ZDA, 1926 – 2019)
- Margaret Atwood (Kanada, 1939 –)

## B
- Brian Aldiss (Anglija, 1925 – 2017)
- Vladimír Babula (Češka, 1919 – 1966)
- Iain Menzies Banks (Škotska, 1954 – 2013)
- Stephen Baxter (Anglija, 1957 –)
- Elizabeth Bear (ZDA, 1971 –)
- Greg Bear (ZDA, 1951 –)
- Branko Belan (Hrvaška, 1912 – 1986)
- Gregory Benford (ZDA, 1941 –)
- Mario Berečić (Hrvaška)
- Alfred Bester (ZDA, 1913 – 1987)
- Bruce Bethke (ZDA) (1955 –)
- Jasmina Blažić (Hrvaška)
- James Blish (psevdonim William Atheling mlajši) (ZDA, 1921 – 1975)
- Ben Bova (ZDA, 1932 – 2020)
- Ray Bradbury (ZDA, 1920 – 2012)
- Ivo Brešan (Hrvaška, 1936 – 2017)
- Kristi Brooks (ZDA, 1980 –)
- Terry Brooks (ZDA, 1944 –)
- Fredric Brown (ZDA, 1906 – 1972)
- John Brunner (Anglija, 1934 – 1995)
- Algis Budrys (ZDA, 1931 – 2008)
- Lois McMaster Bujold (ZDA, 1949 –)
- Mihail Afanasjevič Bulgakov (Rusija, 1891 – 1940)
- Edgar Rice Burroughs (ZDA, 1875 – 1950)
- Octavia E. Butler (ZDA, 1947 – 2006)

## C
- John Wood Campbell (ZDA, 1910 – 1971)
- Orson Scott Card (ZDA, 1951 –)
- Lewis Carroll (pravo ime Charles Lutwidge Dodgston) (Anglija, 1832 – 1898)
- Lin Carter (ZDA, 1930 – 1988)
- Carolyn Janice Cherry (ZDA, 1942 –)
- Arthur Charles Clarke (Anglija, 1917 – 2008)
- Hal Clement (pravo ime Harry Clement Stubbs) (ZDA, 1922 – 2003)
- Michael Crichton (ZDA, 1942 – 2008)

## Č
- Karel Čapek (Češka, 1890 – 1938)
- Slobodan Čurčić (Srbija)

## D
- Lyon Sprague de Camp (ZDA, 1907 – 2000)
- Milan Dekleva (Slovenija, 1946 –)
- Lester del Rey (ZDA, 1915 – 1993)
- Samuel Ray Delany (ZDA, 1942 –)
- Michel Demuth
- Radovan Devlić (Hrvaška, 1950 – 2000)
- Philip Kindred Dick (ZDA, 1928 – 1982)

## Đ
- Radivoje Lola Đukić (Srbija)

## E
- Greg Egan (Avstralija, 1961 –)
- Islwyn Ffowc Elis (pravo ime Islwyn Ffoulkes Ellis) (Wales, 1924 – 2004)
- Harlan Ellison (ZDA, 1934 –)
- Walter Ernsting (Nemčija, 1920 – 2005)

## F
- Philip José Farmer (ZDA, 1918 – 2009)
- Robert Lull Forward (ZDA, 1932 – 2002)

## G
- Neil Gaiman (Anglija, 1960 –)
- Ivan Gavran (Bosna in Hercegovina, Hrvaška, 1953 –)
- Hugo Gernsback (pravo ime Hugo Gernsbacher) (Luksemburg, ZDA, 1884 – 1967)
- William Gibson (ZDA, 1948 –)
- Terry Goodkind (ZDA, 1948 –)
- Vesna Gorše (Hrvaška, 1961 –)
- Aleksander Nikolajevič Gromov (Rusija, 1959 –)
- James Edwin Gunn (ZDA, 1923 – 2020)

## H
- Joe Haldeman (ZDA, 1943 –)
- Edmond Hamilton (ZDA, 1904 – 1977)
- Harry Harrison (ZDA, 1925 – 2012)
- Robert Anson Heinlein (ZDA, 1907 – 1988)
- Zenna Chlarson Henderson (ZDA, 1917 – 1983)
- Brian Patrick Herbert (ZDA, 1947 –)
- Frank Herbert (ZDA, 1920 – 1986)
- Fred Hoyle (Anglija, 1915 – 2001)
- L. Ron Hubbard (pravo ime Lafayette Ronald Hubbard) (ZDA, 1911 – 1986)
- Goran Hudec (Hrvaška)
- Aldous Huxley (Anglija, 1894 – 1963)

## I
- Vera Ivosić-Santo (Hrvaška)

## J
- Tatjana Jambrišak (Hrvaška)
- Geoffrey Jenkins (Južna Afrika, 1920 – 2001)
- Anatolij Borisovič Jurkin (Rusija, 1963 –)

## K
- Gérard Klein (psevdonim Gilles d'Argyre) (Francija, 1937 –)
- Stephen King (ZDA, 1947 –)
- Annette Curtis Klause (ZDA, 1953 –)
- Dag Kleva (Sloveija, 1965 –)
- Damon Knight (ZDA, 1922 – 2002)
- Samo Kuščer (Slovenija, 1952 –)

## L
- Geoffrey Alan Landis (ZDA, 1955 –)
- Vladimir Lazović (Srbija)
- Ursula Kroeber Le Guin (ZDA, 1929 – 2018)
- Ann Leckie (ZDA, 1966 –)
- Marianne Leconte (Francija, 1944 –)
- Fritz Leiber (ZDA, 1910 – 1992)
- Stanisław Lem (Poljska, 1921 – 2006)
- Doris Lessing (Anglija, 1919 – 2013)
- Clive Staples Lewis (Irska, 1898 – 1963)
- Svjatoslav Vladimirovič Loginov (Rusija, 1951 –)

## M
- Darko Macan (Hrvaška, 1966 –)
- Biljana Mateljan (Hrvaška)
- Anne McCaffrey (ZDA, 1926 – 2011)
- Bojan Meserko (Slovenija, 1957 –)
- Walter Michael Miller mlajši (ZDA, 1923 – 1996)
- Michael Moorcock (Anglija, 1939 –)

## N
- Jurij Aleksandrovič Nikitin (Rusija, 1939 –)
- Larry Niven (ZDA, 1938 –)
- Andre Norton (ZDA, 1912 – 2005)

## O
- George Orwell (Anglija, 1903 – 1950) (psevdonim Erica Arthurja Blaira)

## P
- Vid Pečjak (tudi s psevdonimom Div Kajčep) (Slovenija, 1929 – 2016)
- Slobodan Petrovski (Hrvaška, 1949 –)
- Branko Pihač (Hrvaška, 1956 –)
- Frederik Pohl (ZDA, 1919 – 2013)
- Terry Pratchett (Anglija, 1948 –)
- Philip Pullman (Anglija, 1946 –)
- Franc Puncer (Slovenija, 1934 – 1994)

## R
- Predrag Raos (Hrvaška, 1951 –)
- Miha Remec (Slovenija, 1928 – 2020)
- Laura Resnick (ZDA, 1962 –)
- Mike Resnick (ZDA, 1942 –)
- Alastair Reynolds (Wales, 1966 –)
- Kim Stanley Robinson (ZDA, 1952 –)
- Edo Rodošek (Slovenija, 1932 – 2021)
- André Ruellan (psevdonimi Kurt Steiner, Kurt Wargar, André Louvigny) (Francija, 1922 – 2016)

## S
- Carl Sagan (ZDA, 1934 – 1996)
- Robert J. Scherrer (ZDA)
- Robert Sheckley (ZDA, 1928 – 2005)
- Mary Shelley (Anglija, 1797 – 1851)
- Robert Silverberg (ZDA, 1935 –)
- Clifford Donald Simak (ZDA, 1904 – 1988)
- George Oliver Smith (ZDA, 1911 – 1981)
- Vanja Spirin (Hrvaška, 1963 –)
- Olaf Stapledon (Anglija, 1886 – 1950)
- Neal Stephenson (ZDA, 1959 –)
- Bruce Sterling (ZDA, 1954 –)
- Arkadij Natanovič Strugacki (Gruzija, Rusija, 1925 – 1991)
- Boris Natanovič Strugacki (Rusija, 1933 – 2012)
- Theodore Sturgeon (pravo ime Edward Hamilton Waldo) (ZDA, 1918 – 1985)
- Jonathan Swift (Irska, 1667 – 1745)

## Š
- Tanja Špes
- Milan Šufflay (Hrvaška, 1879 – 1931)

## T
- Aleksej Nikolajevič Tolstoj (Rusija, 1883 – 1945)
- John Ronald Reuel Tolkien (Anglija, 1892 – 1973)

## U
- Steven Utley (ZDA, 1948 –)

## V
- Alfred Elton van Vogt (Kanada, 1912 – 2000)
- Jack Vance (ZDA, 1916 – 2013)
- Vladimir Nikolajevič Vasiljev (Rusija, 1967 –)
- Jules Verne (Francija, 1828 – 1905)
- Joan Dennison Vinge (ZDA, 1948 –)
- Vernor Vinge (ZDA, 1944 –)
- Silvester Vogrinec (Slovenija, 1963 –)
- Kurt Vonnegut mlajši (ZDA, 1922 – 2007)

## W
- Andy Weir (ZDA)
- Martha Wells (ZDA, 1964 –)
- Herbert George Wells (Anglija, 1866 – 1946)
- Kate Wilhelm (dekliško ime Katie Gertrude Meredith) (ZDA, 1928 – 2018)
- Jack Williamson (ZDA, 1908 – 2006)
- Connie Willis (ZDA, 1945 –)
- Gene Wolfe (ZDA, 1931 – 2019)

## Z
- Jevgenij Ivanovič Zamjatin (Rusija, 1884 – 1937)
- Roger Zelazny (ZDA, 1937 – 1995)
- Sarah Zettel (ZDA, 1966 –)
- Marion Zimmer Bradley (ZDA, 1930 – 1999)
- Pamela Zoline (ZDA, 1941 –)

## Ž
- Aleksandar Žiljak (Hrvaška, 1963 –)
- Zoran Živković (Srbija, 1948 –)